# Pilatus Flugzeugwerke
Pilatus Flugzeugwerke AG är en schweizisk flygplansfabrik.
Pilatus bildades 1939 som ett dotterbolag till försvarsindustrigruppen Oerlikon. Företaget är beläget i Stans nära staden Luzern vid foten av berget Pilatus.
Företaget har specialiserat sig på att tillverka flygplan av yppersta kvalitet för specialändamål. Företagets första flygplan var det sexsitsiga SB-2 Pelican transportflygplan som lanserades 1944. Flygplanet följdes av skolflygplanet P-2 som tillverkades i ett större antal för det schweiziska flygvapnet i slutet av 1940-talet samt skolflygplanet P-3 från 1953.
I maj 1959 flög STOLflygplanet PC-6 Porter för första gången. Två år senare kom den första Turbo Portern. Succén med flygplanet blev så stor att Pilatus tvingades lägga ut tillverkningen på entreprenad. Fairchild i USA tillverkade 44 flygplan med kolvmotor och 88 flygplan med turbinmotor. Enbart av Porter-modellen har över 500 flygplan sålts till ett stort antal flygvapen världen över. Flygplanet tillverkas fortfarande ett tiotal exemplar årligen.
1978 släppte företaget ut skolflygplanet PC-7 Turbo Trainer på marknaden. 1991 lanserades det civila affärsflygplanet PC-12, som även tillverkas i en militär variant. 1979 övertog man en stor del av flygplanstillverkaren Britten-Norman Ltd, som bytte namn till Pilatus Britten-Norman men under 1998 såldes den delen av företaget av.

## Flygplan producerade av Pilatus
- SB-1 (Project)
- SB-2 Pelican endast en prototyp tillverkades
- SB-5 (Project)
- P-1 (Project)
- P-2
- P-3
- P-4
- P-5 (Projct)
- PC-6 Porter
- PC-6/B2H2 Turbo Porter
- PC-7 Turbo Trainer
- PC-7 MkII
- PC-8D Twin Porter
- PC-9 Peacemaker
- PC-10 (Project)
- PC-11 Pilatus B4 - segelflygplan
- PC-12 Populärt passagerarflygplan för korta distanser
- PC-21
- PC-24

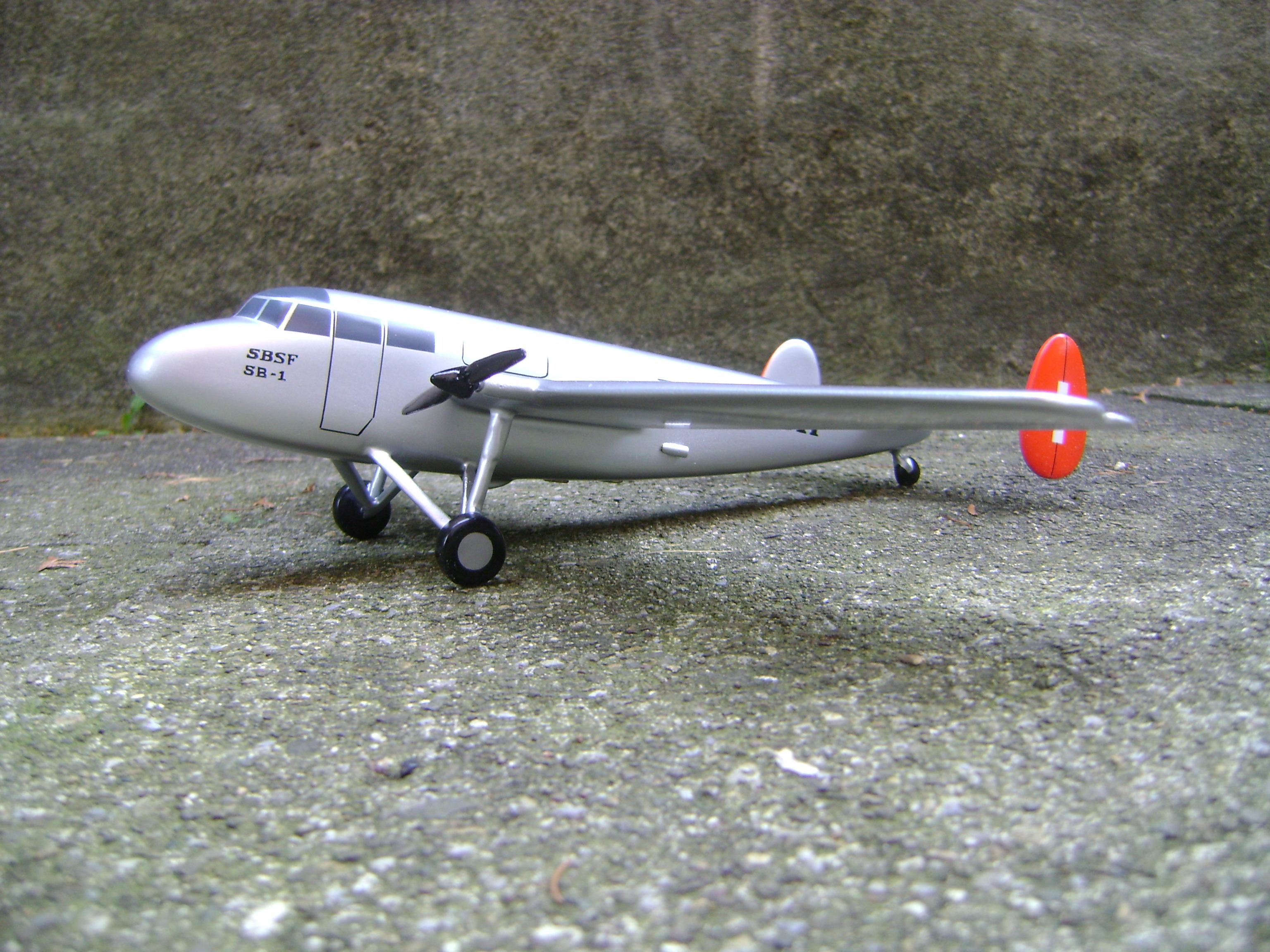
Pilatus SB-1
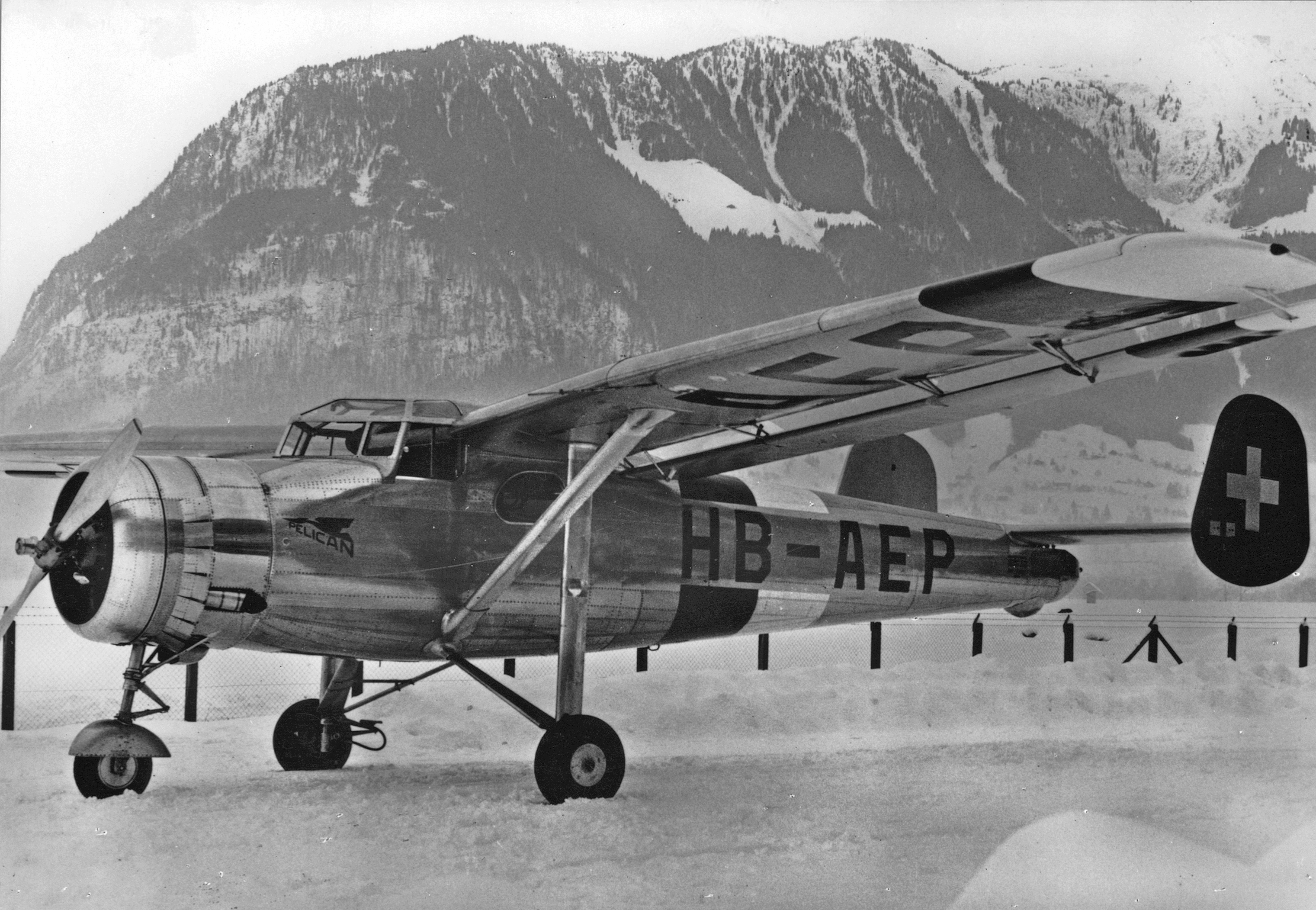
Pilatus SB-2 Pelican
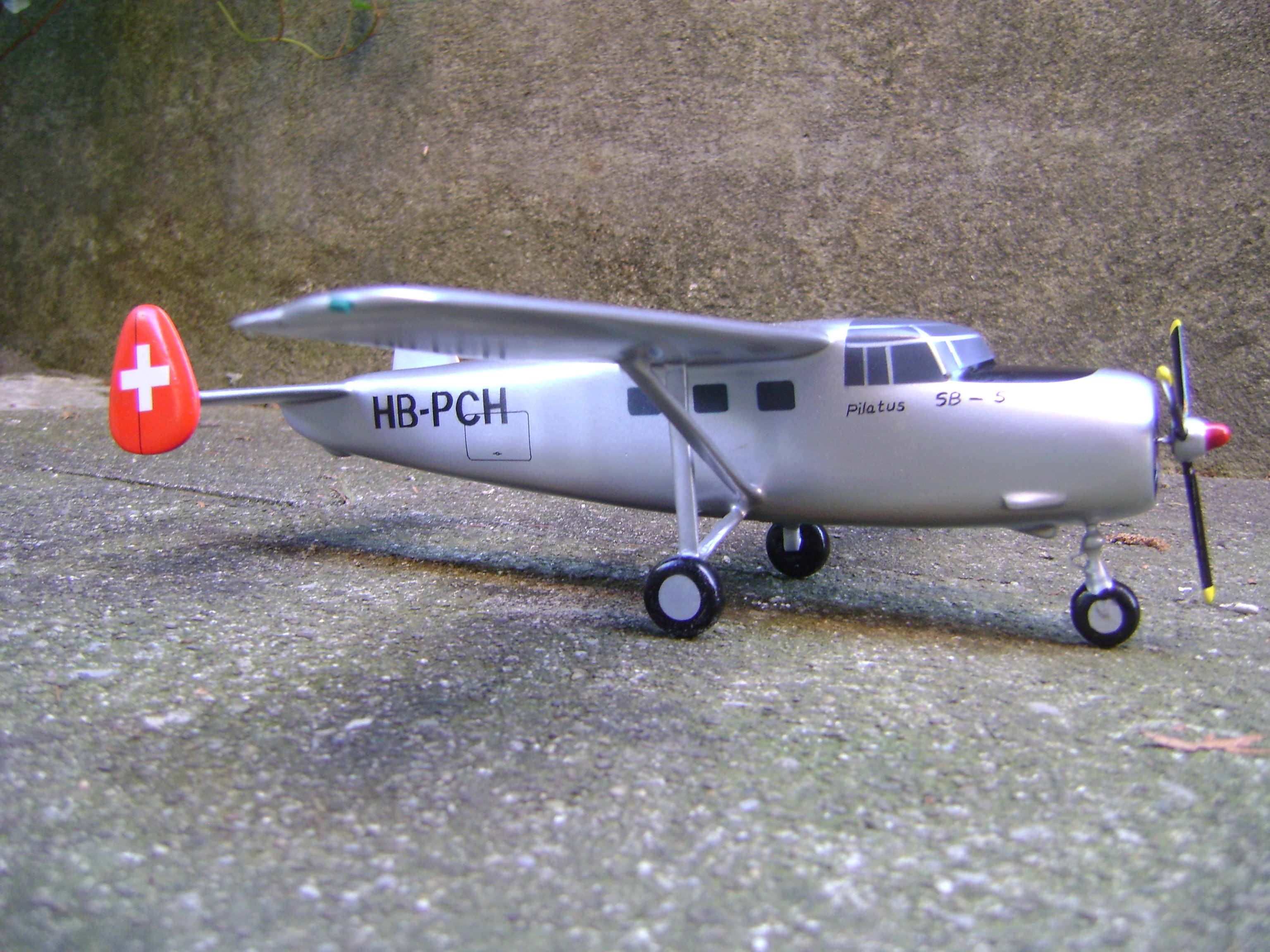
Pilatus SB-5
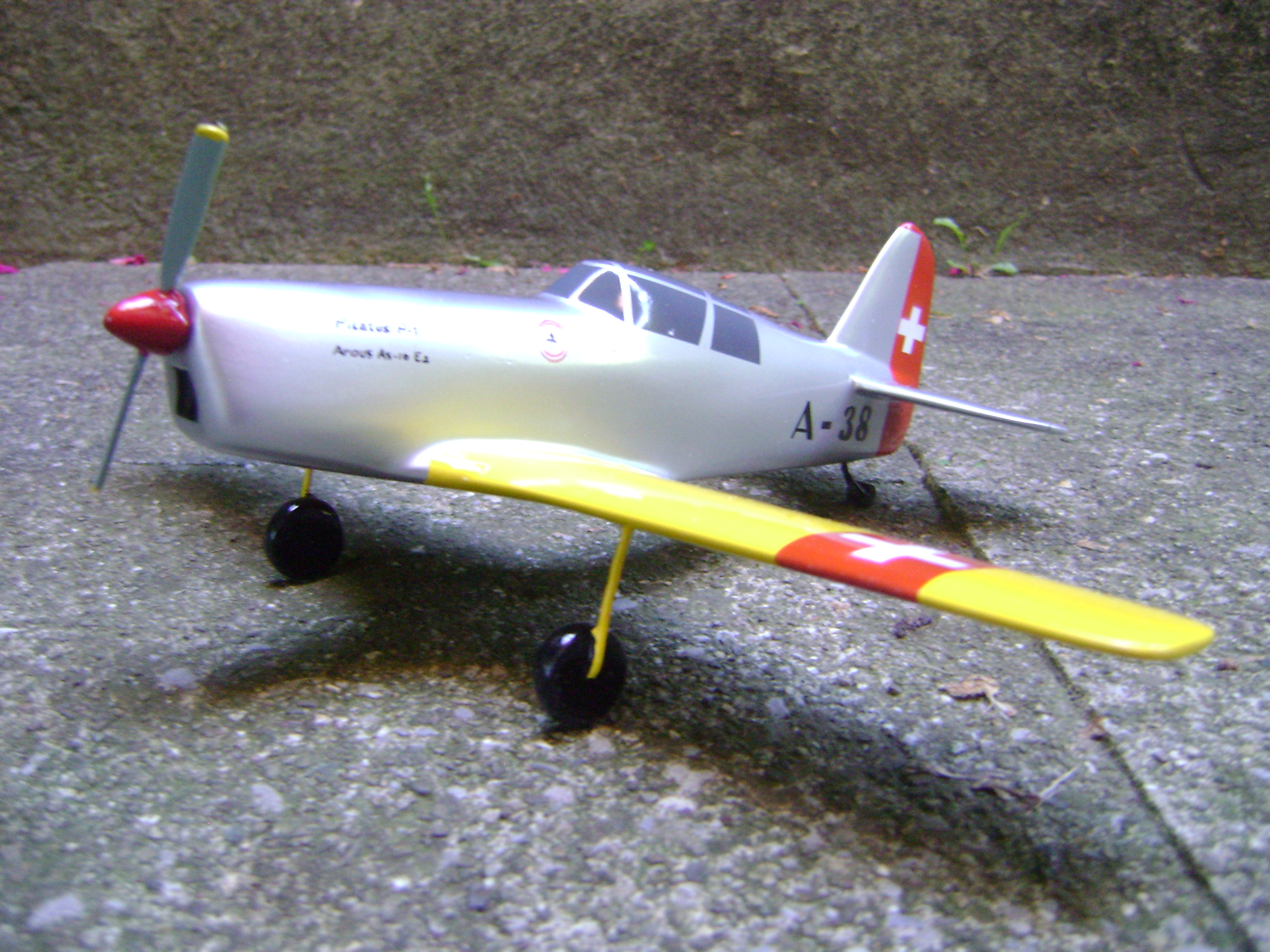
Pilatus P-1
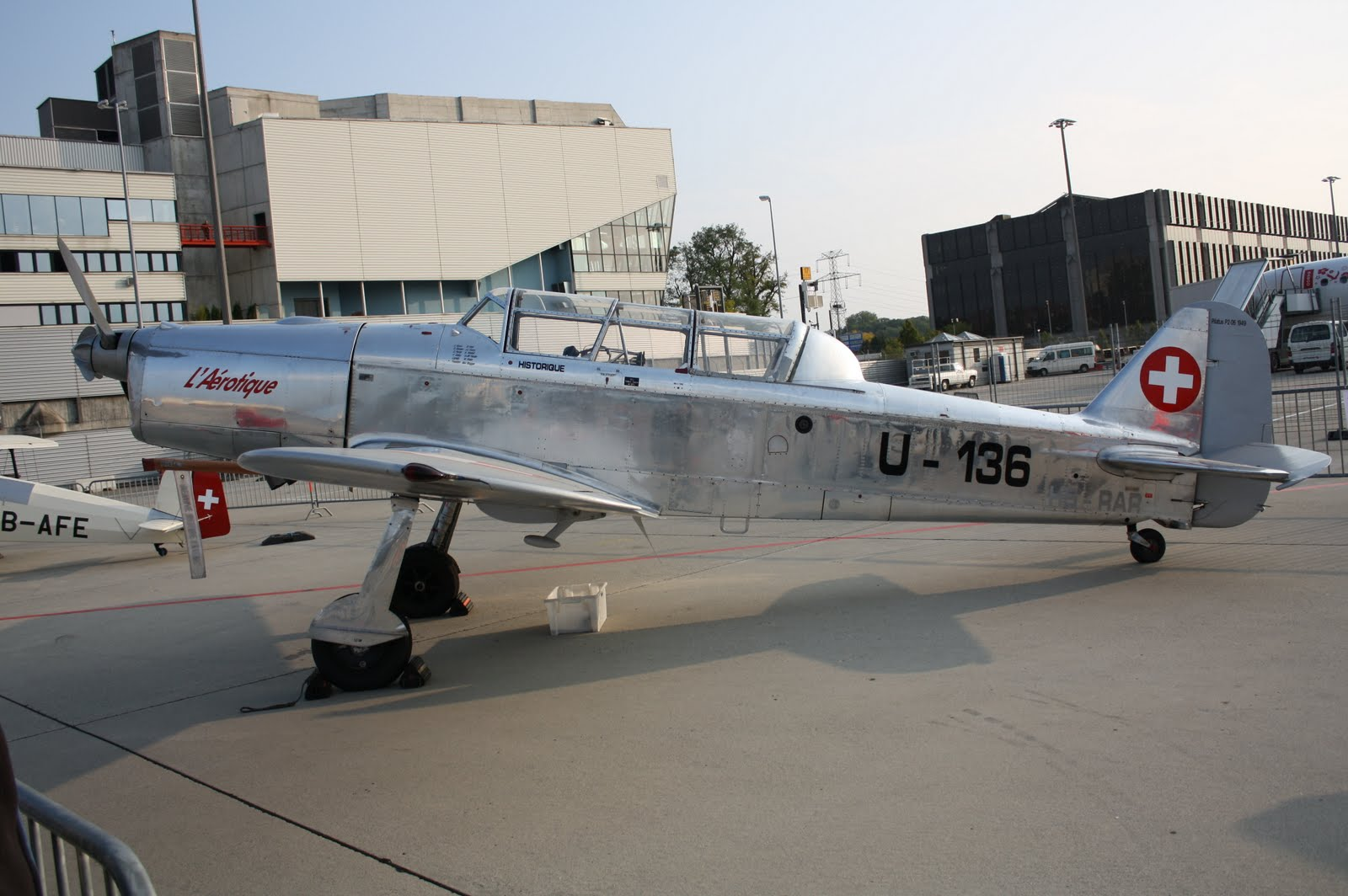
Pilatus P-2
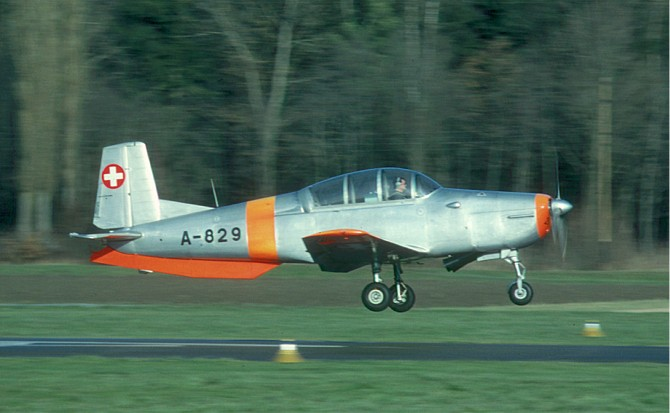
Pilatus P-3
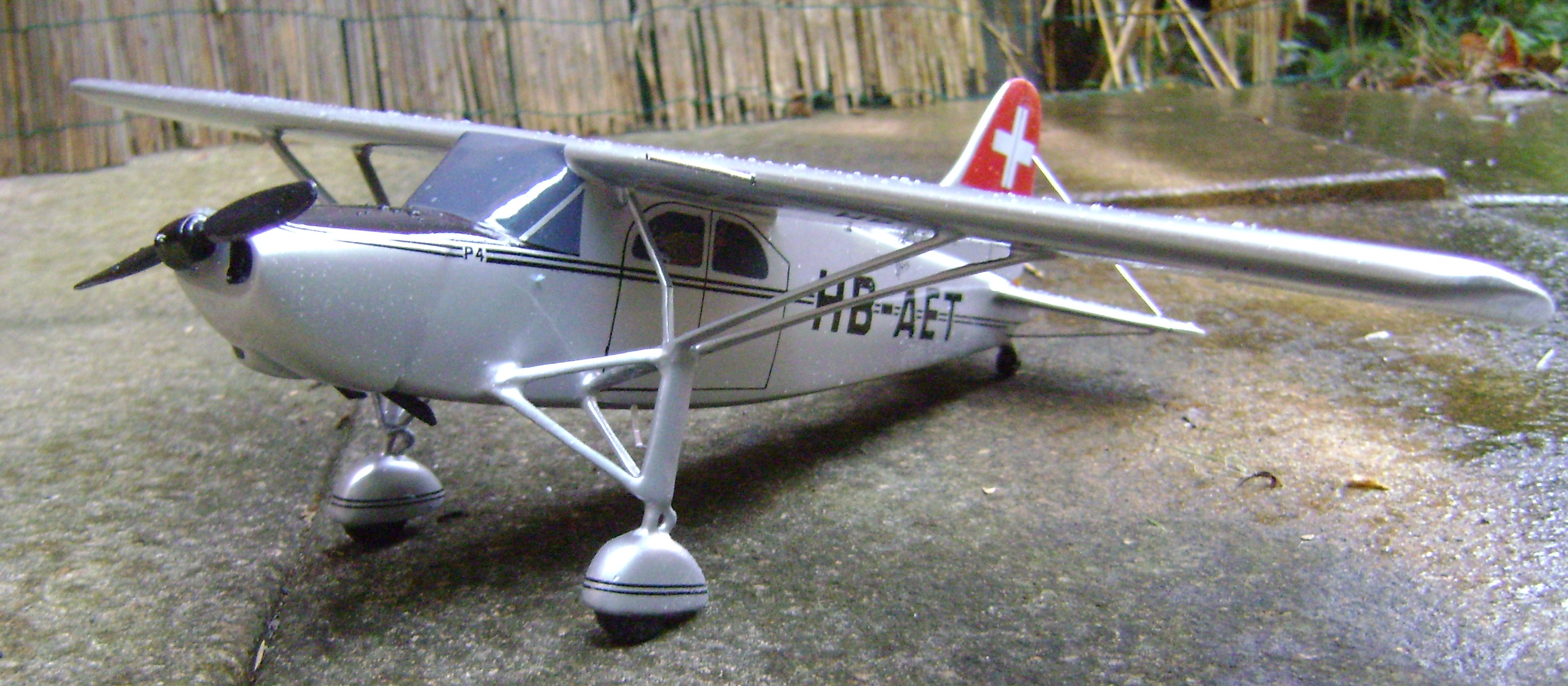
Pilatus P-4
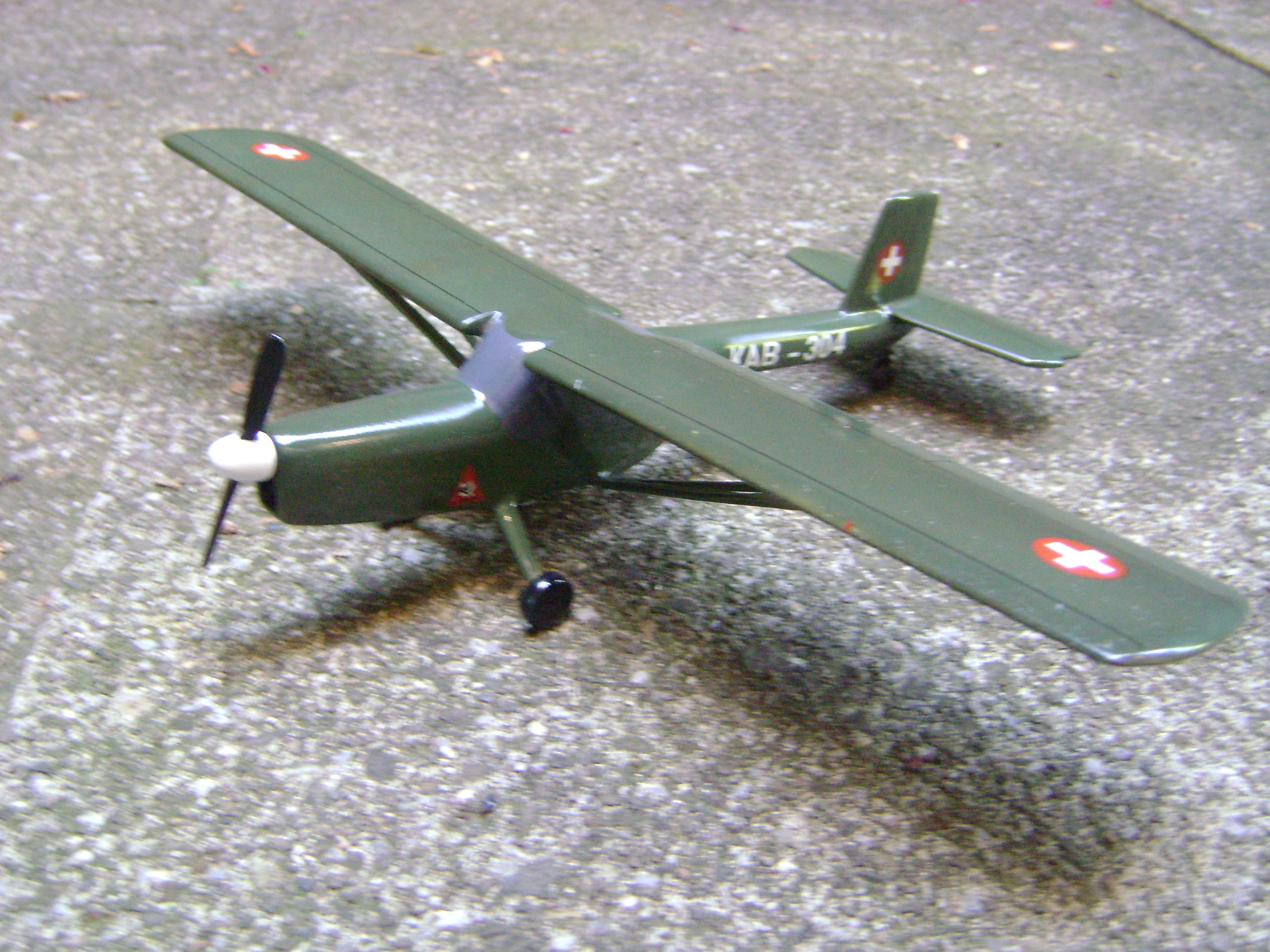
Pilatus P-5
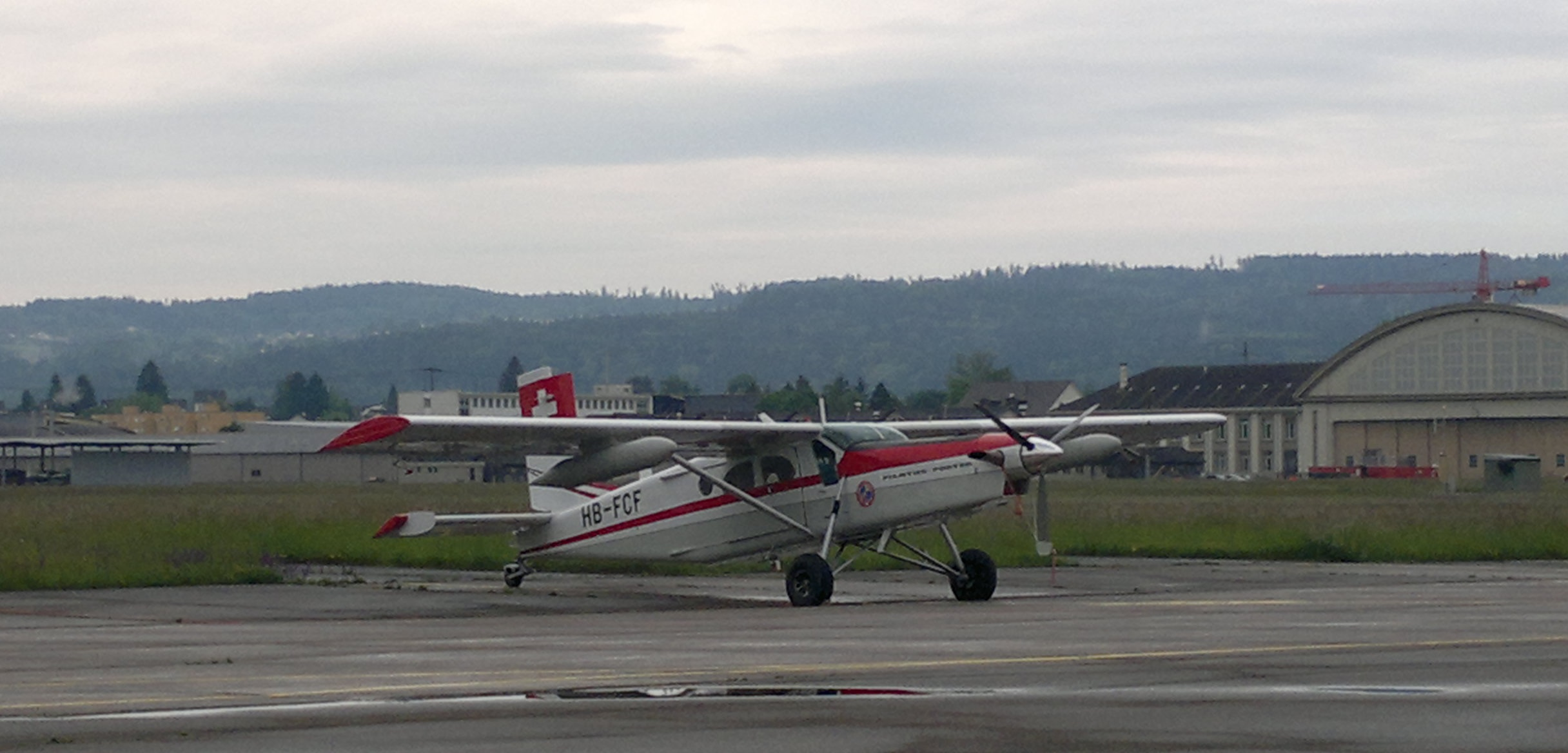
Pilatus PC-6
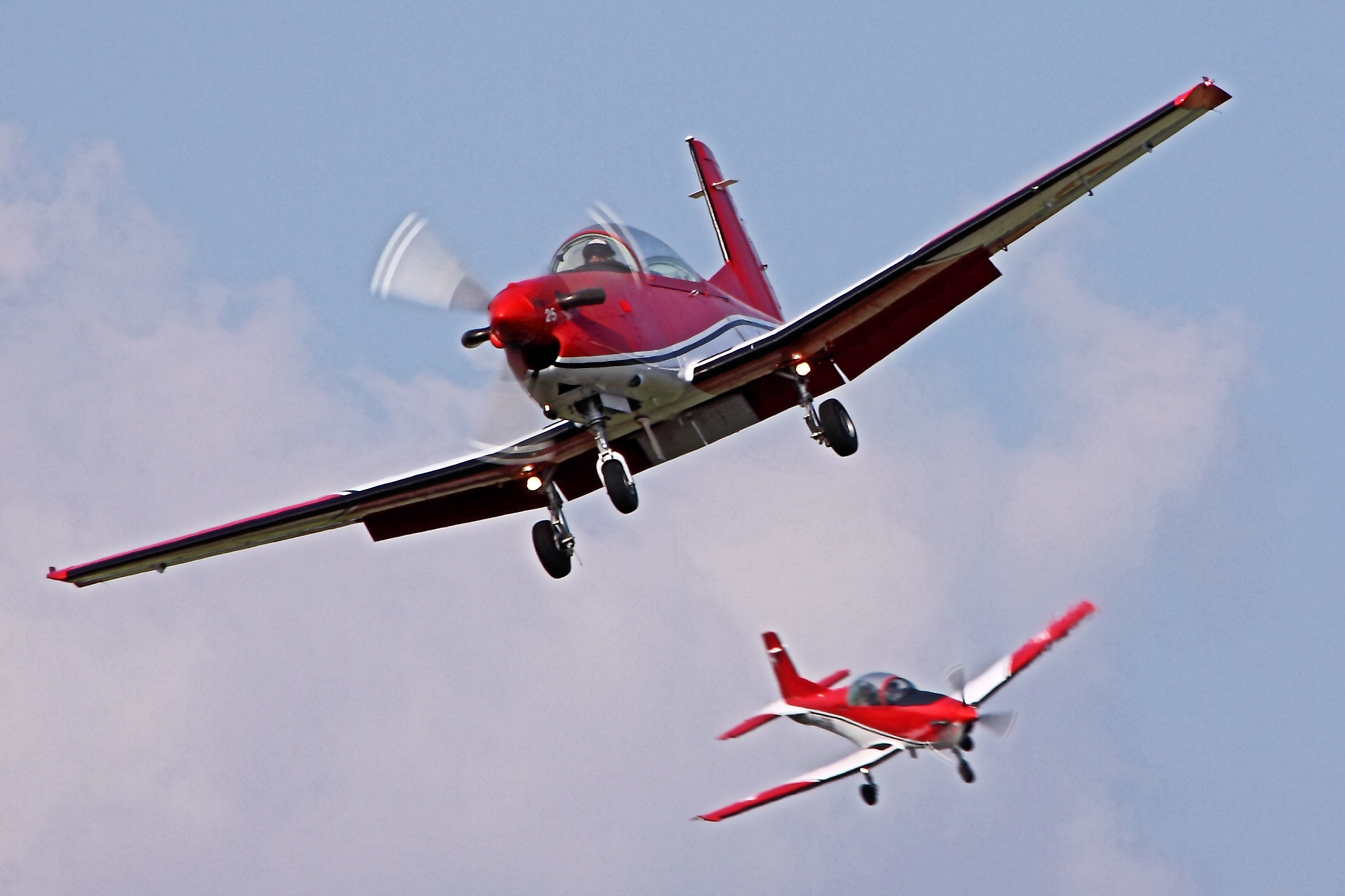
Pilatus PC-7
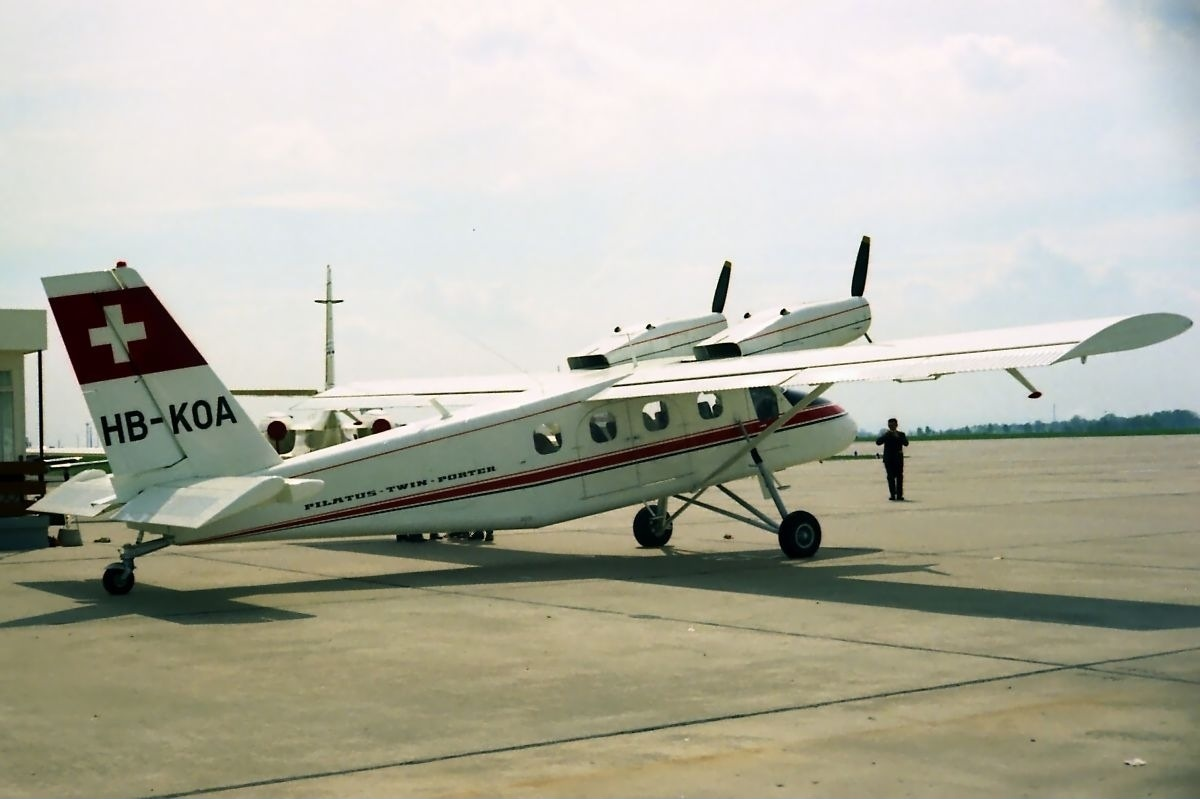
Pilatus PC-8D
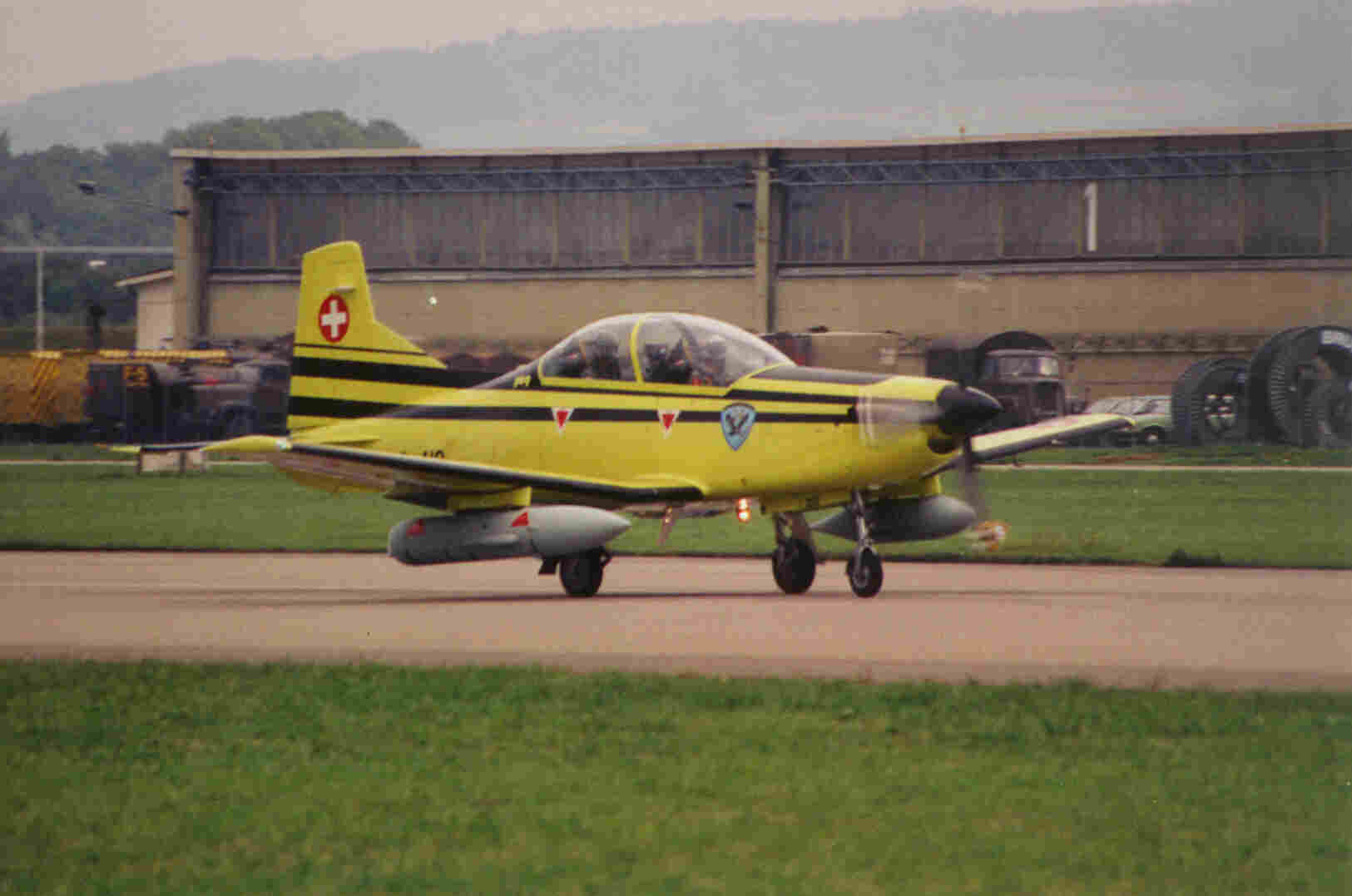
Pilatus PC-9
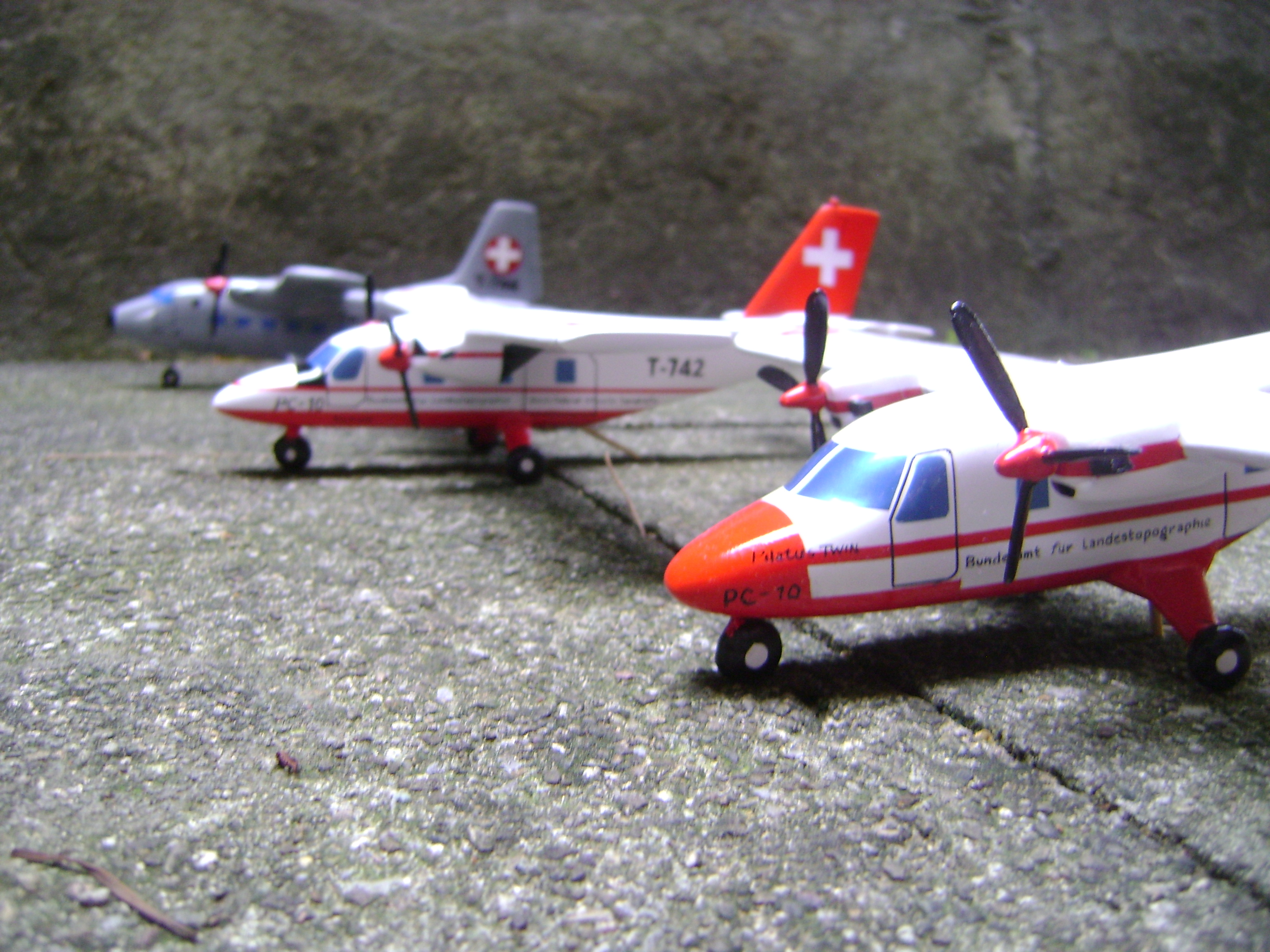
Pilatus PC-10
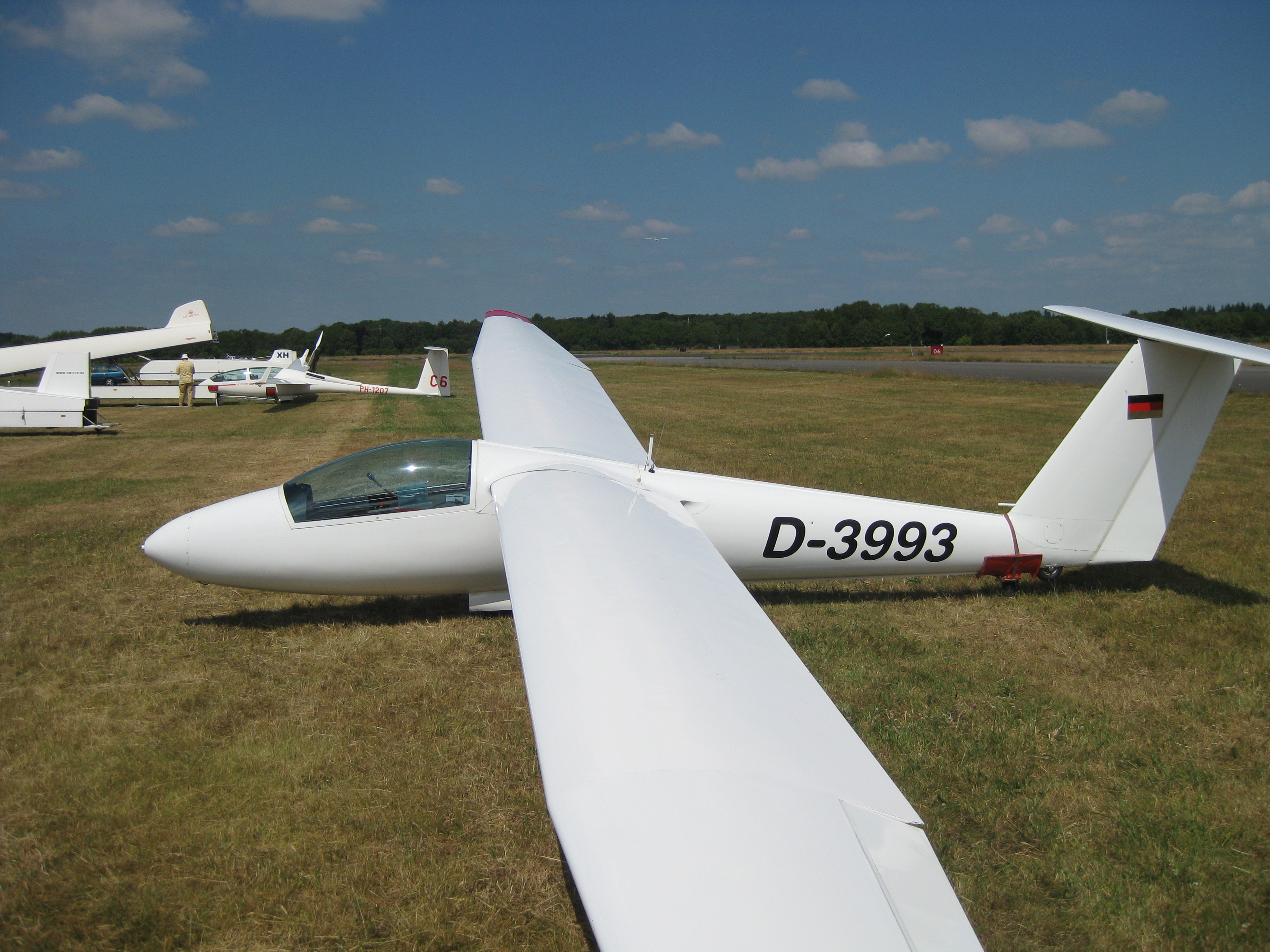
Pilatus PC-11 /B4
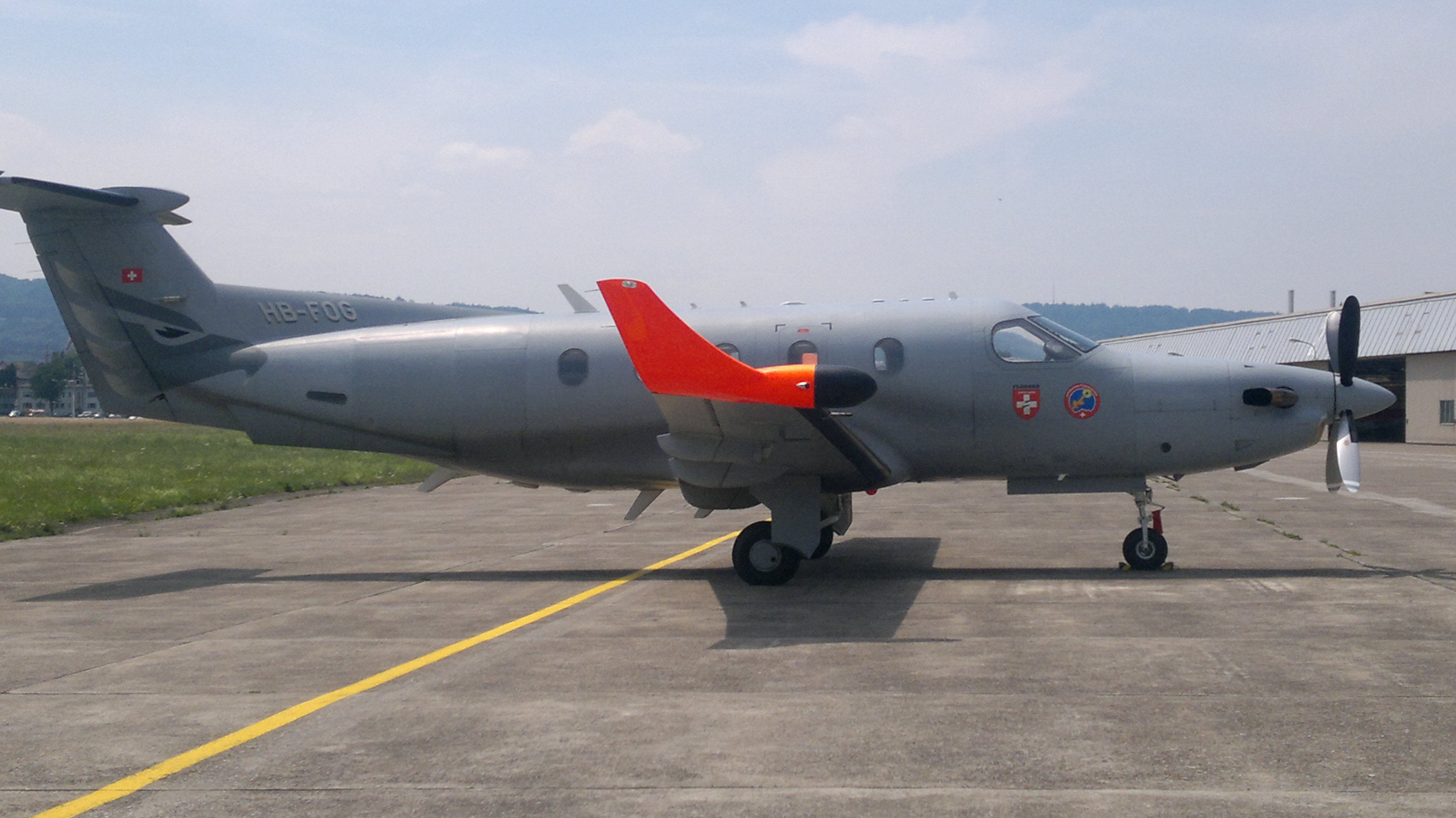
Pilatus PC-12
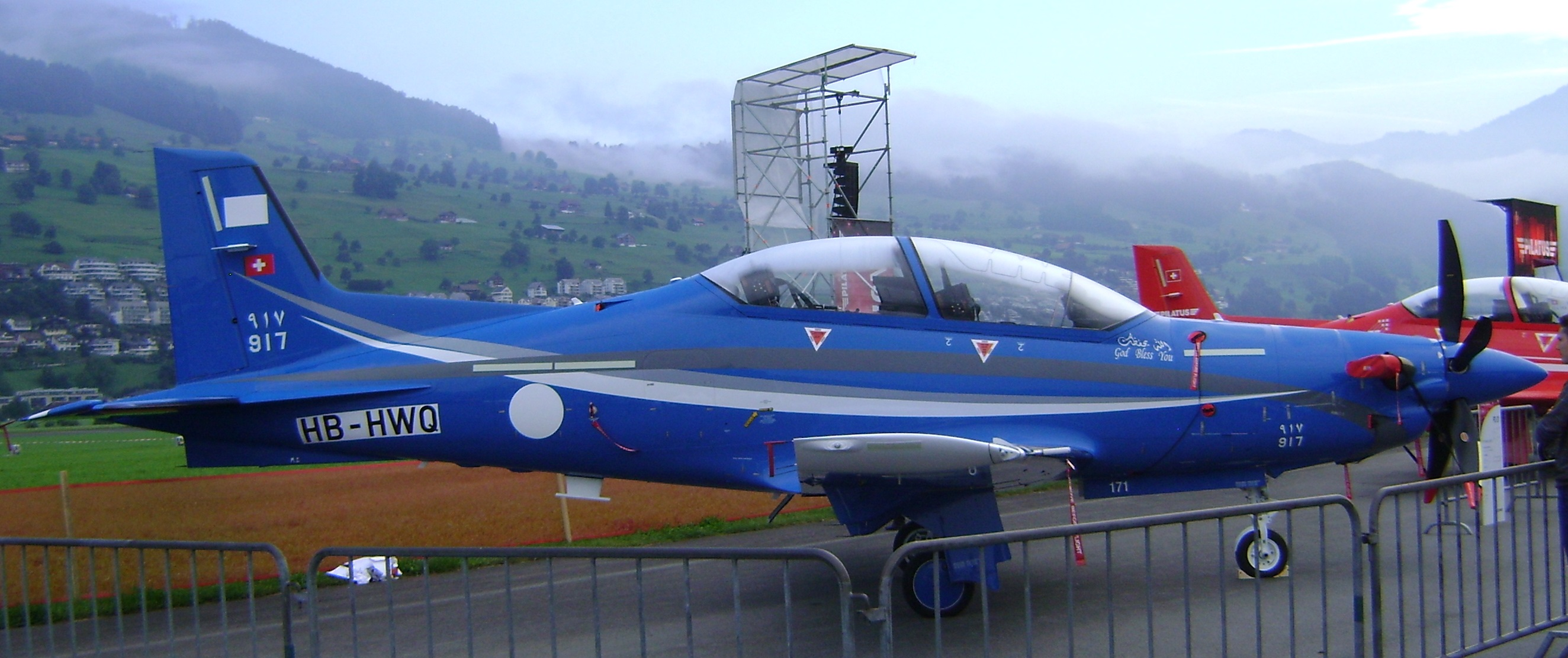
Pilatus PC-21
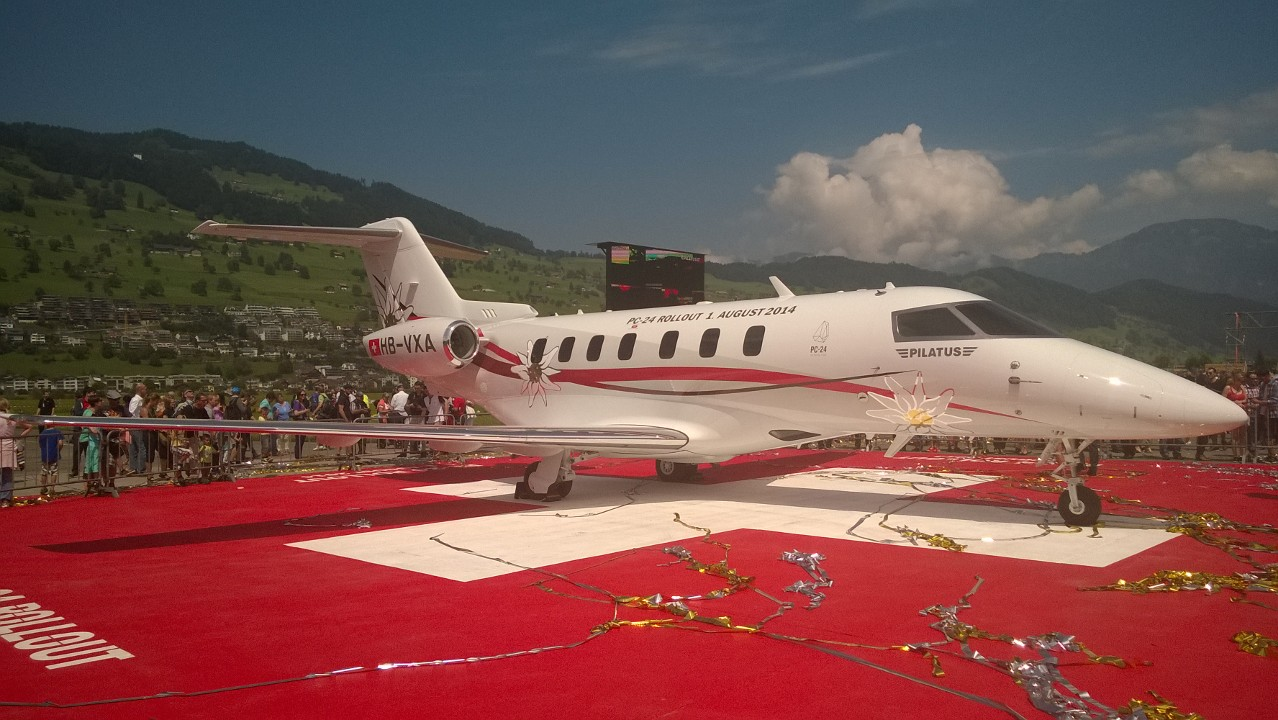
Pilatus PC-24

| Aerobatic team             | Country       | Typ   | Remark                                                                 |
| -------------------------- | ------------- | ----- | ---------------------------------------------------------------------- |
| P-3 Flyers                 | Schweiz       | P-3   | civilian team                                                          |
| Patrouille Suisse          | Schweiz       | PC-6  | Only Support / Transport PC-6T V-622 "Felix"                           |
| PC-7 Team                  | Schweiz       | PC-7  |                                                                        |
| Silver Falcons             | Sydafrika     | PC-7  |                                                                        |
| Alap-Alap Formation        | Bahrain       | PC-7  |                                                                        |
| Taming Sari                | Malaysia      | PC-7  |                                                                        |
| Solo Display Team          | Nederländerna | PC-7  | as well as a F-16 and an AH-64                                         |
| Blue Phoenix               | Thailand      | PC-9  |                                                                        |
| Wings of Storm             | Kroatien      | PC-9  |                                                                        |
| Roulettes                  | Australien    | PC-9  |                                                                        |
| Swiss Air Force PC-21 Demo | Schweiz       | PC-21 | will be presented only sporadically to not to compete Pilatus Aircraft |
| Pilatus Aircraft           | Schweiz       | PC-21 | civil, Demonstration with 1 or 2 aircraft                              |